# Tim Haines
Tim Haines je britský scenárista, režisér a televizní producent, známý především pro svou práci na populárně-vědeckých pořadech televize BBC včetně seriálu Putování s dinosaury (Walking with Dinosaurs).

## Biografie
Haines vystudoval roku 1982 Bangorskou univerzitu v oboru aplikované zoologie. Dále působil jako odborný publicista v žurnále, později se dostal k práci ve World Service a Radio 4. V roce 1988 se připojil k projektu BBC Science jakožto producent filmu Tomorrow's World. Od roku 1995, kdy se stal producentem seriálů, natočil několik dílů populárně-naučné série Horizon. Je také známým producentem kontroverzního seriálu Doctors In The Dock. Roku 1999 však byla na stanici BBC One vysílána jeho pravděpodobně nejznámější fiktivně-dokumentární série – Putování s dinosaury, jež natočil režisérem a producentem Jasperem Jamesem. O dva roky později, v roce 2001, vznikl pod jejich vedením další cyklus Putování s pravěkými zvířaty a řada speciálů k oběma dokumentům. V roce 2002 společně založili společnost Impossible Pictures Ltd.. V roce 2017 byl ve Velké Británii představen 3D zážitek Dinosaurs in the Wild, za kterým Haines stojí.

## Dílo
Pozn.: originální názvy jsou v závorce
- Horizon (3 epizody) (1995–97)
- Nova (2 epizody) (1998)
- Putování s dinosaury (Walking with Dinosaurs) (1999) – námět, režisér, producent
- Putování s dinosaury: Balada o Alosaurovi (Walking with Dinosaurs Special – The Ballad of Big Al) (2001) – režisér, producent
- Putování s pravěkými zvířaty (Walking with Beasts) (2001) – výkonný producent
- Ztracený svět (The Lost World) (2001) – producent
- Putování s dinosaury: Gigantičtí ještěři (Chased By Dinosaurs) (2002) – scenárista, výkonný producent, režisér jedné epizody
- Putování s dinosaury: Monstra pravěkých oceánů (Sea Monsters) (2003) – výkonný producent
- The Legend of Tamworth Two (2004) – výkonný producent
- Vesmírná odysea (Space Odyssey) (2004) – výkonný producent
- Putování s pravěkými monstry – život před dinosaury (Walking with Monsters) (2005) – výkonný producent, režisér jedné epizody
- Hluboký oceán (Ocean Odyssey) (2006)
- Pravěk útočí (Primeval) (2007–2011) – námět, výkonný producent
- Sindibád (Sinbad) (2012)
- Pravěk útočí: Nový Svět (Primeval: New World) (2012–2013) – námět, výkonný producent
- Beowulf: Returns to the Shieldlands (2016)
- The Loch (2017)

## Knihy
- Putování s dinosaury (Walking with Dinosaurs) (1999)
- Putování s pravěkými zvířaty (Walking with Beasts) (2001)
- Cruel Eden (2018)